# Bluebird (2004)
Bluebird is een Nederlandse film uit 2004 van Mijke de Jong.

## Geschiedenis
De film is gebaseerd op een scenario van Helena van der Meulen. De film werd aanvankelijk als telefilm uitgebracht, maar door de internationale belangstelling werd hij in 2005 op het International Film Festival Rotterdam opnieuw in première gebracht, met zelfs in februari een landelijke première.
Bluebird won een Glazen beer op het Internationaal filmfestival van Berlijn, een Young People's Jury Award op het Toronto Sprockets International Film Festival for Children en een Grand prix de Montréal Award op het Montréal International Children's Film Festival.

## Verhaal
Merel (Elske Rotteveel), een meisje dat goed haar best doet op school, wordt zomaar opeens gepest door haar medeleerlingen. Het gaat van kwaad naar erger en ze moet hiermee leren omgaan. Ze vertelt hier niets over tegen haar ouders en vindt troost bij haar gehandicapte broertje.

## Rolverdeling
- Elske Rotteveel - Merel de Leeuw
- Kees Scholten - Kasper de Leeuw
- Elsie de Brauw - moeder van
- Jaap Spijkers - vader van Merel
- Bright O'Richards - Charles (man in de trein)

## Muziek
De film begint met een nummer van de Amerikaanse grungeband Nirvana. Merel luistert verschillende malen naar muziek van de Red Hot Chili Peppers. Ze reist met de trein naar school en ontmoet een donkere man (gespeeld door Bright O'Richards), die later het liedje "Blackbird" van The Beatles voor haar zingt. De film eindigt met het R.E.M.-nummer "Losing My Religion".